# ロニー・スコット
ロニー・スコット（英語: Ronnie Scott、1927年1月28日 - 1996年12月23日）は、イギリス・ロンドン出身のテナー・サクソフォーン奏者。「ロニー・スコッツ・ジャズ・クラブ」の設立者。

## 略歴
サックス奏者の父親の影響を受け、テナーサックスを始める。16歳でロンドンのクラブで演奏を開始、1946年、テッド・ヒース楽団に採用され、その後も他楽団で演奏活動を継続する。1957年にタビー・ヘイズと共演し、すぐにジャズ・クーリアーズを結成。その後も数々の録音を残す。1959年、ロンドン最古参のライブハウス「ロニー・スコッツ・ジャズ・クラブ」を開店し、世界中の幾多の演奏家が出演する有名ジャズ・クラブとなる。
プレイヤーとしてのアルバム代表作にロニー・スコット・オーケストラ名義の『At The Royal Festival Hall』（1956年）、『Live at Ronnie Scott's』（1969年） 等がある。演奏スタイルはコールマン・ホーキンスの流れを汲むモダン・テナーの正統派である。また自身のレーベル「ロニー・スコッツ・プレゼンツ」をシリーズ化し、カーメン・マクレエ、サラ・ヴォーン等多くのアーティストのアルバムもリリースしている。

## ディスコグラフィ

### リーダー・アルバム
- Boppin' at Esquire (1948年、Indigo)
- At The Royal Festival Hall (1956年、Decca) ※ロニー・スコット・オーケストラ名義
- 『ザ・クーリアーズ・オブ・ジャズ・イングランズ・グレイト・コンボ』 - The Couriers of Jazz! (1958年、Carlton) ※with タビー・ヘイズ
- The Night Is Scott and You're So Swingable (1965年、Redial)
- When I Want Your Opinion, I'll Give it to You (1965年、Jazz House)
- Live at Ronnie Scott's (1969年、Columbia)
- Serious Gold (1977年、Pye)
- Never Pat a Burning Dog (1990年、Jazz House)
- If I Want Your Opinion (1997年、Jazz House)
- The Night Has a Thousand Eyes (1997年、Jazz House)
- Boppin' at Esquire (2000年、Indigo)
- Ronnie Scott Live at the Jazz Club (2002年、Time Music)

### ジャズ・クーリアーズ
- 『THE JAZZ COURIERS』 - The Jazz Couriers (1957年)
- 『IN CONCERT』 - In Concert (1958年)
- 『THE LAST WORD』 - The Last Word (1958年) ※アメリカ盤は『The Message From Britain』
- The Couriers of Jazz (1959年)
- Tippin' - The Jazz Couriers Live In Morecambe 1959 (2012年)

### 参加アルバム
ケニー・クラーク＝フランシー・ボラン・ビッグ・バンド
- 『クラーク＝ボラン・ビッグ・バンド』 - Handle with Care (1963年、Atlantic)
- Now Hear Our Meanin' (1965年、Columbia)
- 『サックス・ノー・エンド』 -  Sax No End (1967年、SABA)
- Out of the Folk Bag (1967年、Columbia)
- 17 Men and Their Music (1967年、Campi)
- 『オール・スマイルズ』 - All Smiles (1968年、MPS)
- 『フェイセス』 - Faces (1969年、MPS) ※『17 Men and Their Music』再発盤
- 『ラテン・カレイドスコープ』 - Latin Kaleidoscope (1968年、MPS)
- 『フェリーニ712』 - Fellini 712 (1969年、MPS)
- 『オール・ブルース』 - All Blues (1969年、MPS)
- 『モア・スマイルズ』 - More Smiles (1969年、MPS)
- Clarke Boland Big Band en Concert avec Europe 1 (1992年、Tréma) ※1969年録音
- 『オフ・リミッツ』 - Off Limits (1970年、Polydor)
- 『ノーヴェンバー・ガール』 - November Girl (1975年、Black Lion) ※with カーメン・マクレエ、1970年録音
- Change of Scenes (1971年、Verve) ※with スタン・ゲッツ

その他
- ヴィクター・フェルドマン : Suite Sixteen (1958年、Contemporary)
- フィル・コリンズ : 『夜の囁き』 - Face Value (1981年) ※「I Missed Again」のテナーサックス・ソロ
- ビートルズ : 『ザ・ビートルズ1967年〜1970年』 - 1967–1970 (1973年) ※シングル「レディ・マドンナ」（1968年）のテナーサックス・ソロ
- マーク・マーフィー : 『ミッドナイト・ムード』 - Midnight Mood (1968年、MPS)